# Vườn quốc gia Boorabbin
Vườn quốc gia Boorabbin là một vườn quốc gia ở Tây Úc, Úc.